# Thorolf Vogt
Thorolf Vogt (7 juin 1888 - 8 décembre 1958) est un géologue norvégien, professeur et explorateur de l'Arctique .

## Biographie
Il est né à Vang, Hedmark, Norvège. Il est le fils de Johan Herman Lie Vogt (1858–1932) et de Martha Johanne Abigael Kinck. Son frère aîné Fredrik Vogt (1892–1970) est directeur général de l'Agence norvégienne des ressources en eau et de l'énergie. Ses jeunes frères jumeaux sont Johan Vogt (1900–1991), économiste social et professeur à l'Université d'Oslo et Jørgen Vogt (1900–1972) rédacteur en chef et membre du Parlement norvégien .
Il étudie à l'Université Royal Frederik (aujourd'hui Université d'Oslo) et termine son examen artium en 1906. Il effectue ensuite des voyages dans les universités de Vienne et de Göttingen. En 1909, il obtient un poste d'assistant au Service géologique norvégien où, de 1914 à 1929, il occupe le poste de géologue d'État. De 1915 à 1923, il est chercheur associé à l'Université d'Oslo. En 1928, il soutient sa thèse de doctorat Sulitjelmafeltets geologi og petrografi. Il est nommé professeur de minéralogie et de géologie à l'Institut norvégien de technologie à partir de 1929. Il est chargé d'expéditions scientifiques au Svalbard (1925, 1928) et au Groenland (1931) ,.
Thorolf Vogt est également élu à l'Académie norvégienne des sciences et des lettres en 1929. En 1936, il est élu à la Société royale des lettres et des sciences de Norvège. Il reçoit également l'Ordre de Saint-Olaf. En 1950, il devient membre étranger de la Société géologique de Londres .